# Rosette-i kő
A rosette-i kő (ismert még rosettai kő néven is) egy sötét gránitdarab (néha helytelenül bazaltként említik), amely egy ősi szöveg három fordítását nyújtja a mai kutatóknak: egyiptomi démotikus írással, görög nyelven és egyiptomi hieroglifákkal. Mivel a görög nyelv jól ismert volt az újkorban is, e kő volt a kulcs 1822-ben Jean-François Champollion és 1823-ban Thomas Young számára a hieroglifák megfejtéséhez.
A követ 1802 óta a londoni British Museum őrzi.

## A szöveg
V. Ptolemaiosz Kr. e. 196-ban kelt rendelete olvasható a kövön. A görög szöveg kezdete: „Basileuontos tou neou kai paralabontos tén basileian para tou patros…” (Az új király, atyjától átvéve a királyságot…). A rendelet különféle kivetendő adókról, a templomokban felállítandó szobrokról rendelkezik, valamint arról, hogy a rendelet három nyelven adandó ki: az „istenek szavaival”, azaz hieroglifákkal, a nép nyelvén (démotikus írással) és ión (görög) nyelven.

## Története

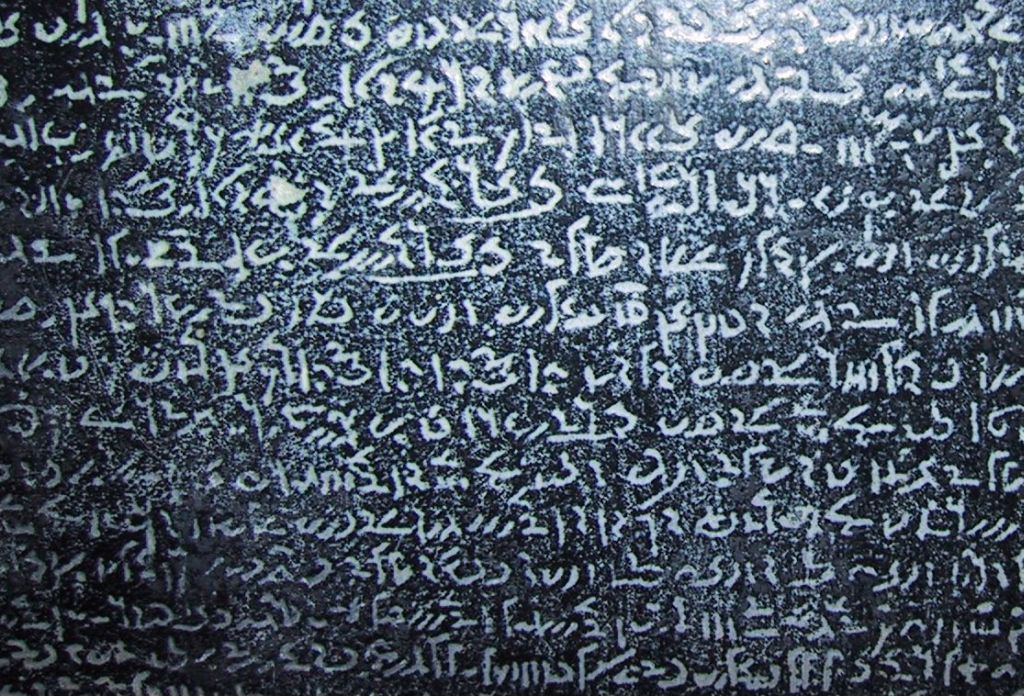
A kő demotikus része

A követ Pierre-François Bouchard (1772–1832) francia hadmérnök fedezte fel Egyiptom Rosette (ma Rasid) nevű kikötővárosában 1799. július 15-én.
Napoléon Bonaparte tábornok egyiptomi hadjáratát (1798–1801) számos tudós is kísérte. Miután 1798-ban megalapította az Egyiptomi Intézetet (Institut de l’Egypte) Kairóban, mintegy ötvenen tagjai lettek. Bouchard a Rosette melletti Fort Julien építési munkálatait vezette, amikor e fekete kőre lelt. Azonnal megértette a jelentőségét, és bemutatta Jacques-François Menou tábornoknak, aki elrendelte a kőnek az intézetbe való szállítását, ami 1799 augusztusában meg is történt. 1801-ben a franciáknak vissza kellett vonulniuk. Vita alakult ki a tudósok eredményeivel kapcsolatban – a franciák meg akarták tartani őket, míg a britek, III. György király nevében, hamisítványnak tartották az egészet.
Étienne Geoffroy Saint-Hilaire francia tudós William Richard Hamilton angol diplomatához írott levelében azzal fenyegetődzött, hogy a felfedezéseket elégeti, amivel egyértelműen az alexandriai könyvtár leégésére utalt. A britek engedtek, és csak a műtárgyak átadását kötötték ki. A franciák megpróbálták egy hajóban elrejteni a „Követ”, de a britek felfedezték. Megengedték viszont a franciáknak, hogy az általuk készített lenyomatokat magukkal vigyék alexandriai behajózásuk alkalmával.
A követ ezután Nagy-Britanniába vitték, ahol 1802 óta a British Museum őrzi.
A kő megszerzésének idejéből származó, bal oldalon megjelenő fehér, festett bevésés szerint „A brit hadsereg szerzeménye 1801-ben, Egyiptomban”, jobb oldalán pedig „III. György király ajándéka”. A követ a British Museum alkalmazottai 1998-ban megtisztították, és a történelem e bizonyítékát érintetlenül hagyták. A kő felületének egy apró részletét, a bal alsó sarkot, szintén érintetlenül hagyták, az összehasonlíthatóság érdekében.
2003 júliusában az egyiptomiak visszakérték a rosette-i követ. Dr. Záhi Havássz, a Régiségek Legfelsőbb Tanácsának főtitkára, ezt mondta a sajtó képviselőinek: „Ha a britek azt szeretnék, hogy emlékezzenek rájuk, ha vissza kívánják állítani hírnevüket, akkor önként vissza kellene adniuk a követ, mivel az az egyiptomi identitás mérföldköve.”